# Entredos Logistics
Entredos Logistics és una empresa distribuïdora de llibres, fundada l'1 de setembre de 2022, com a resultat de la fusió entre la Distribuïdora Les Punxes i Àgora distribució. Dona servei a més de 200 segells editorials i a unes 2.500 llibreries de tot Espanya, amb una facturació estimada de més de 75 milions d'euros. El seu centre logístic es troba al municipi de La Granada, a l'Alt Penedès.

## Història
Les Punxes és una distribuïdora creada el 1968 i que des del 1975 oferia distribució estatal al sector editorial. Al seu torn Àgora solucions logístiques va néixer el 2008 per integrar diversos serveis del Grup Enciclopèdia. Amb els anys, van esdevenir les dues empreses més importants del sector a Espanya.
Després de la pandèmia de Covid-19, a finals de 2021 totes dues empreses van anunciar una fusió freda, exclusivament logística (ni financera ni comercial) amb l'objectiu de poder assumir un necessari procés de digitalització i automatització de serveis. El gener de 2022 es va fer públic que havien llogat un espai en un centre logístic, ubicat al Park Logístic Prologis a la Granada del Penedès, a tocar de l’AP7, duplicant en capacitat els magatzems previs respectius de les dues distribuïdores. L'operació va ser assessorada per l'empresa Forcadell.
La crisi de matèries primeres va retardar l'arribada de les prestatgeries de ferro necessàries per emmagatzemar els llibres al centre logístic, que finalment va entrar en funcionament el 22 d'agost, pocs dies abans de fer efectiva la fusió. Aquest fet va provocar forts problemes de distribució de llibres, que van fer que moltes llibreries tinguessin problemes d'estoc. Joan Abellà, director d'Àgora, va explicar que van haver de duplicar torns de treball i contractar més personal per poder solucionar la incidència. L'Associació d'Escriptors en llengua catalana va emetre un comunicat demanant celeritat per solucionar el problema. El novembre de 2022 les llibreries encara es queixaven dels problemes de distribució de llibres, especialment amb els llibres de fons, i tenien por de no poder salvar la campanya de Nadal.
El gener de 2023 es va fer públic que les 24 editorials agrupades sota el paraigües de Xarxa de Llibres, van optar per prescindir dels serveis de la distribuïdora, optant pels de la distribuïdora basca ACL, propietat del grup editorial Elkar.

## Edifici
El centre logístic ocupa dos espais que sumen 25.000 metres quadrats i es troben al Park Logístic Prologis de La Granada del Penedès, amb una altura lliure de 12 metres, i espais diàfans. Es tracta de dos espais, de 16.000 i 8.254 m2 respectivament, propietat de Prologis, una empresa especialitzada en logística que té més de 4.000 edificis a una vintena de països.